# Crespières
Ne doit pas être confondu avec Crêpière.
Crespières [kʁɛpjɛʁ] est une commune française du département des Yvelines et de la région Île-de-France, située à environ 17 km à l'ouest de Saint-Germain-en-Laye.
Ses habitants sont appelés les Crespiérois.

## Géographie

### Situation
Vaste commune rurale, Crespières est située dans la plaine de Versailles à une vingtaine de kilomètres à l'ouest-nord-ouest de cette ville.
En dehors du bourg, la commune comporte le lotissement résidentiel et privé du Parc de Croix-Marie.

### Communes limitrophes
| Herbeville         | Les Alluets-le-Roi | Orgeval      |
| Mareil-sur-Mauldre | Crespières         | Feucherolles |
| Beynes             | Thiverval-Grignon  | Davron       |

### Hydrographie
La commune est délimitée au sud par le ru de Gally, un affluent de la Mauldre.

### Transports et voies de communications

#### Réseau routier
Elle est traversée d'est en ouest par la RD 307 qui relie Paris à Mareil-sur-Mauldre et du nord au sud par la RD 198 qui relie Les Alluets-le-Roi à Thiverval-Grignon.

#### Desserte ferroviaire
La liaison SNCF la plus proche est la gare de Mareil-sur-Mauldre.

#### Bus
La commune est desservie par les lignes 17S, 41, 170, 171, 172, 511 et 512 du réseau de bus Centre et Sud Yvelines.

### Climat
Pour des articles plus généraux, voir Climat de l'Île-de-France et Climat des Yvelines.
En 2010, le climat de la commune est de type climat océanique dégradé des plaines du Centre et du Nord, selon une étude du CNRS s'appuyant sur une série de données couvrant la période 1971-2000. En 2020, Météo-France publie une typologie des climats de la France métropolitaine dans laquelle la commune est dans une zone de transition entre le climat océanique et le climat océanique altéré et est dans la région climatique Sud-ouest du bassin Parisien, caractérisée par une faible pluviométrie, notamment au printemps (120 à 150 mm) et un hiver froid (3,5 °C).
Pour la période 1971-2000, la température annuelle moyenne est de 10,9 °C, avec une amplitude thermique annuelle de 15 °C. Le cumul annuel moyen de précipitations est de 678 mm, avec 10,5 jours de précipitations en janvier et 8 jours en juillet. Pour la période 1991-2020, la température moyenne annuelle observée sur la station météorologique la plus proche, située sur la commune de Maule à 6 km à vol d'oiseau, est de 11,8 °C et le cumul annuel moyen de précipitations est de 677,0 mm,. Pour l'avenir, les paramètres climatiques de la commune estimés pour 2050 selon différents scénarios d'émission de gaz à effet de serre sont consultables sur un site dédié publié par Météo-France en novembre 2022.

## Urbanisme

### Typologie
Au 1er janvier 2024, Crespières est catégorisée bourg rural, selon la nouvelle grille communale de densité à sept niveaux définie par l'Insee en 2022.
Elle est située hors unité urbaine. Par ailleurs la commune fait partie de l'aire d'attraction de Paris, dont elle est une commune de la couronne,. Cette aire regroupe 1 929 communes,.

### Occupation des solssimplifiée
Le territoire de la commune se compose en 2017 de 88,13 % d'espaces agricoles, forestiers et naturels, 5,99 % d'espaces ouverts artificialisés et 5,88 % d'espaces construits artificialisés.

### Occupation des sols détaillée
Le tableau ci-dessous présente l'occupation des sols de la commune en 2018, telle qu'elle ressort de la base de données européenne d'occupation biophysique des sols Corine Land Cover (CLC).
| Type d’occupation                             | Pourcentage | Superficie (en hectares) |
| --------------------------------------------- | ----------- | ------------------------ |
| Tissu urbain discontinu                       | 6,4 %       | 96                       |
| Espaces verts urbains                         | 1,7 %       | 25                       |
| Équipements sportifs et de loisirs            | 1,5 %       | 23                       |
| Terres arables hors périmètres d'irrigation   | 61,1 %      | 913                      |
| Prairies et autres surfaces toujours en herbe | 2,3 %       | 35                       |
| Systèmes culturaux et parcellaires complexes  | 2,3 %       | 35                       |
| Forêts de feuillus                            | 18,7 %      | 279                      |
| Forêt et végétation arbustive en mutation     | 5,9 %       | 88                       |
| Source : Corine Land Cover                    |             |                          |

## Toponymie
Le nom de la localité est attesté sous les formes Crisparias dès 918, Crisperiae, Cresperiae en 1180, puis Cresperie en 1351, Crepieres.
Son nom est formé du gentilice Crispus et du suffixe onem.
Il s'agit peut-être d'un dérivé du bas latin crispa « ride, pli, ondulation », indiquant une succession de plissements de terrain, suivi du suffixe gallo-roman -ARIAS qui a remplacé -(I)ACU au Moyen Âge au sens de « lieu de, propriété de », d'où le sens global possible « lieu où le terrain ondule ». Crispa a donné également le mot crêpe en français.

## Histoire
Le site fut habité dès le Néolithique, on y a relevé des traces d'occupation gallo-romaine.
Le nom de « Crespières » est cité pour la première fois en 884 dans une confirmation des possessions de l’abbaye de La Croix-Saint-Leufroy donnée par le roi Carloman II,.
La paroisse fut fondée en 918, dépendance par la suite de l'abbaye de Saint-Martin-des-Champs.

## Politique et administration

### Liste des maires
| Période                                  | Période  | Identité         | Étiquette | Qualité |
| ---------------------------------------- | -------- | ---------------- | --------- | ------- |
| Les données manquantes sont à compléter. |          |                  |           |         |
| 2008                                     | En cours | Adriano Ballarin |           |         |

### Jumelages
Rösrath (Allemagne) depuis 1998 avec les communes voisines de Chavenay, Feucherolles et Saint-Nom-la-Bretèche.

## Population et société

### Démographie

#### Évolution démographique
L'évolution du nombre d'habitants est connue à travers les recensements de la population effectués dans la commune depuis 1793. Pour les communes de moins de 10 000 habitants, une enquête de recensement portant sur toute la population est réalisée tous les cinq ans, les populations de référence des années intermédiaires étant quant à elles estimées par interpolation ou extrapolation. Pour la commune, le premier recensement exhaustif entrant dans le cadre du nouveau dispositif a été réalisé en 2005.

En 2022, la commune comptait 1 717 habitants, en évolution de +8,81 % par rapport à 2016 (Yvelines : +2,72 %, France hors Mayotte : +2,11 %).
| 1793 | 1800 | 1806 | 1821 | 1831 | 1836 | 1841 | 1846 | 1851 |
| ---- | ---- | ---- | ---- | ---- | ---- | ---- | ---- | ---- |
| 659  | 662  | 691  | 681  | 698  | 767  | 706  | 738  | 701  |

| 1856 | 1861 | 1866 | 1872 | 1876 | 1881 | 1886 | 1891 | 1896 |
| ---- | ---- | ---- | ---- | ---- | ---- | ---- | ---- | ---- |
| 732  | 718  | 758  | 740  | 710  | 645  | 690  | 684  | 633  |

| 1901 | 1906 | 1911 | 1921 | 1926 | 1931 | 1936 | 1946 | 1954 |
| ---- | ---- | ---- | ---- | ---- | ---- | ---- | ---- | ---- |
| 626  | 661  | 653  | 631  | 652  | 593  | 600  | 538  | 604  |

| 1962 | 1968 | 1975  | 1982  | 1990  | 1999  | 2005  | 2006  | 2010  |
| ---- | ---- | ----- | ----- | ----- | ----- | ----- | ----- | ----- |
| 663  | 627  | 1 012 | 1 412 | 1 506 | 1 466 | 1 625 | 1 642 | 1 574 |

| 2015  | 2020  | 2022  | - | - | - | - | - | - |
| ----- | ----- | ----- | - | - | - | - | - | - |
| 1 573 | 1 700 | 1 717 | - | - | - | - | - | - |

#### Pyramide des âges
En 2018, le taux de personnes d'un âge inférieur à 30 ans s'élève à 33 %, soit en dessous de la moyenne départementale (38 %). À l'inverse, le taux de personnes d'âge supérieur à 60 ans est de 27 % la même année, alors qu'il est de 21,7 % au niveau départemental.
En 2018, la commune comptait 799 hommes pour 842 femmes, soit un taux de 51,31 % de femmes, légèrement inférieur au taux départemental (51,32 %).
Les pyramides des âges de la commune et du département s'établissent comme suit.
| Hommes | Classe d’âge | Femmes |
| ------ | ------------ | ------ |
| 0,5    | 90 ou +      | 0,6    |
| 6,0    | 75-89 ans    | 6,8    |
| 19,3   | 60-74 ans    | 20,8   |
| 24,4   | 45-59 ans    | 25,2   |
| 14,1   | 30-44 ans    | 16,1   |
| 14,4   | 15-29 ans    | 11,9   |
| 21,3   | 0-14 ans     | 18,7   |

| Hommes | Classe d’âge | Femmes |
| ------ | ------------ | ------ |
| 0,6    | 90 ou +      | 1,4    |
| 6      | 75-89 ans    | 7,8    |
| 13,5   | 60-74 ans    | 14,8   |
| 20,7   | 45-59 ans    | 20,1   |
| 19,6   | 30-44 ans    | 19,9   |
| 18,5   | 15-29 ans    | 16,8   |
| 21,2   | 0-14 ans     | 19,2   |

## Économie
- Agriculture.
- Production de biscuits (LES DEUX GOURMANDS).
- Commune résidentielle.
- Restauration (Moretti, crêperie, foodtrucks).
- Centre d'aquagym (Eau et Forme).

## Culture locale et patrimoine

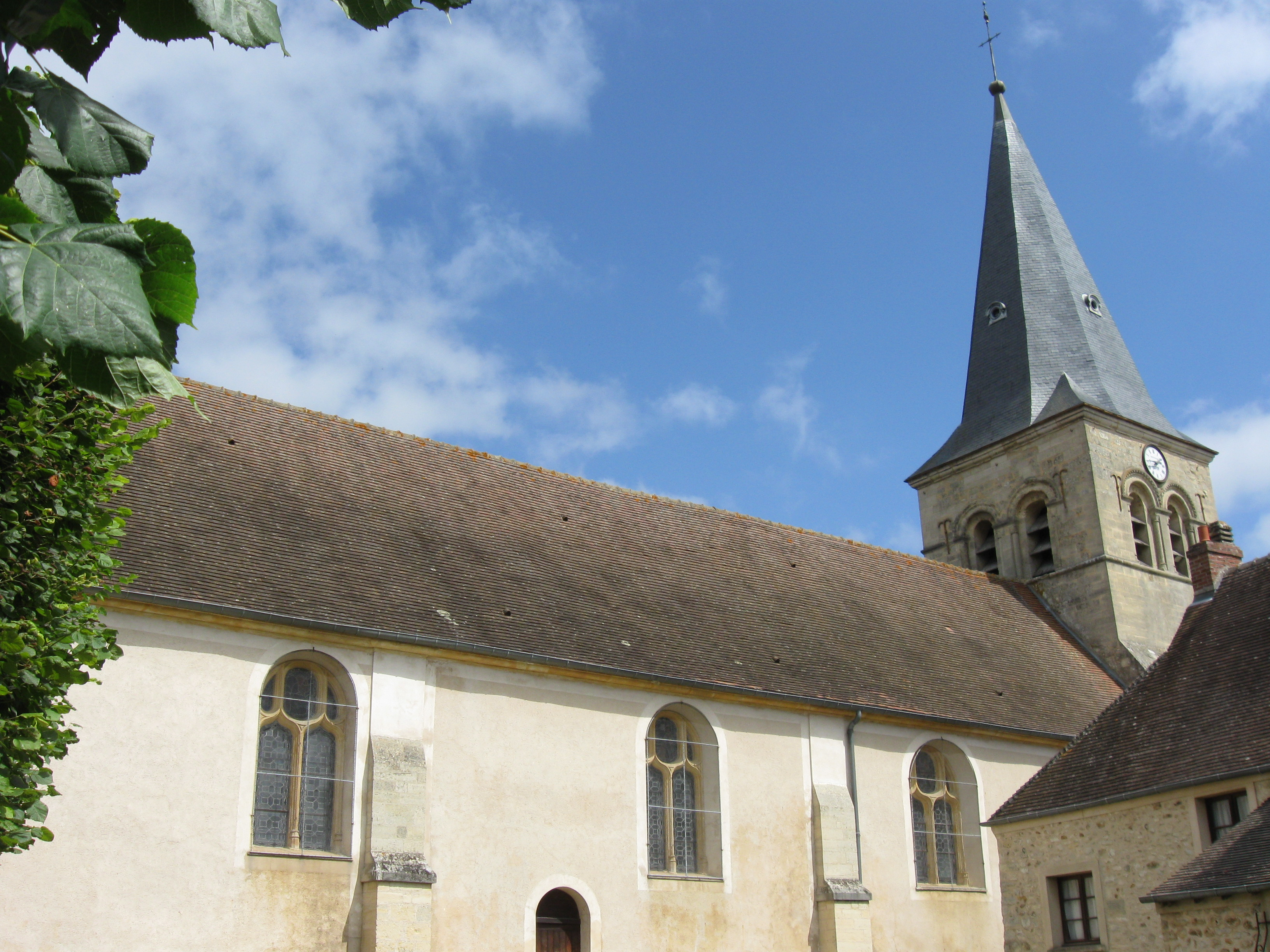
L'église Saint-Martin.

### Lieux et monuments
- Église Saint-Martin : église de style roman du XIIe siècle, inscrit à l'inventaire supplémentaire des monuments historiques en 1950[26].
- Château de Wideville : château de style Louis XIII situé à la limite de Davron.

Construit vers 1580 pour Benoît Milon, premier intendant des finances d'Henri III, rebâti en 1620 par Claude de Bullion. Ancienne résidence de Bonabes VI Louis Victurnien Alexis, marquis de Rougé, il est actuellement la propriété du couturier italien Valentino.
- Le lavoir : Construit au XIXe siècle au lieu-dit le « Clos du Chaudron », il a été entièrement rénové en 2019.
- Grand hôtel de Sautour : château des XVIIe et XVIIIe siècles situé au cœur du village de Crespières. À l'abandon.

### Personnalités liées à la commune

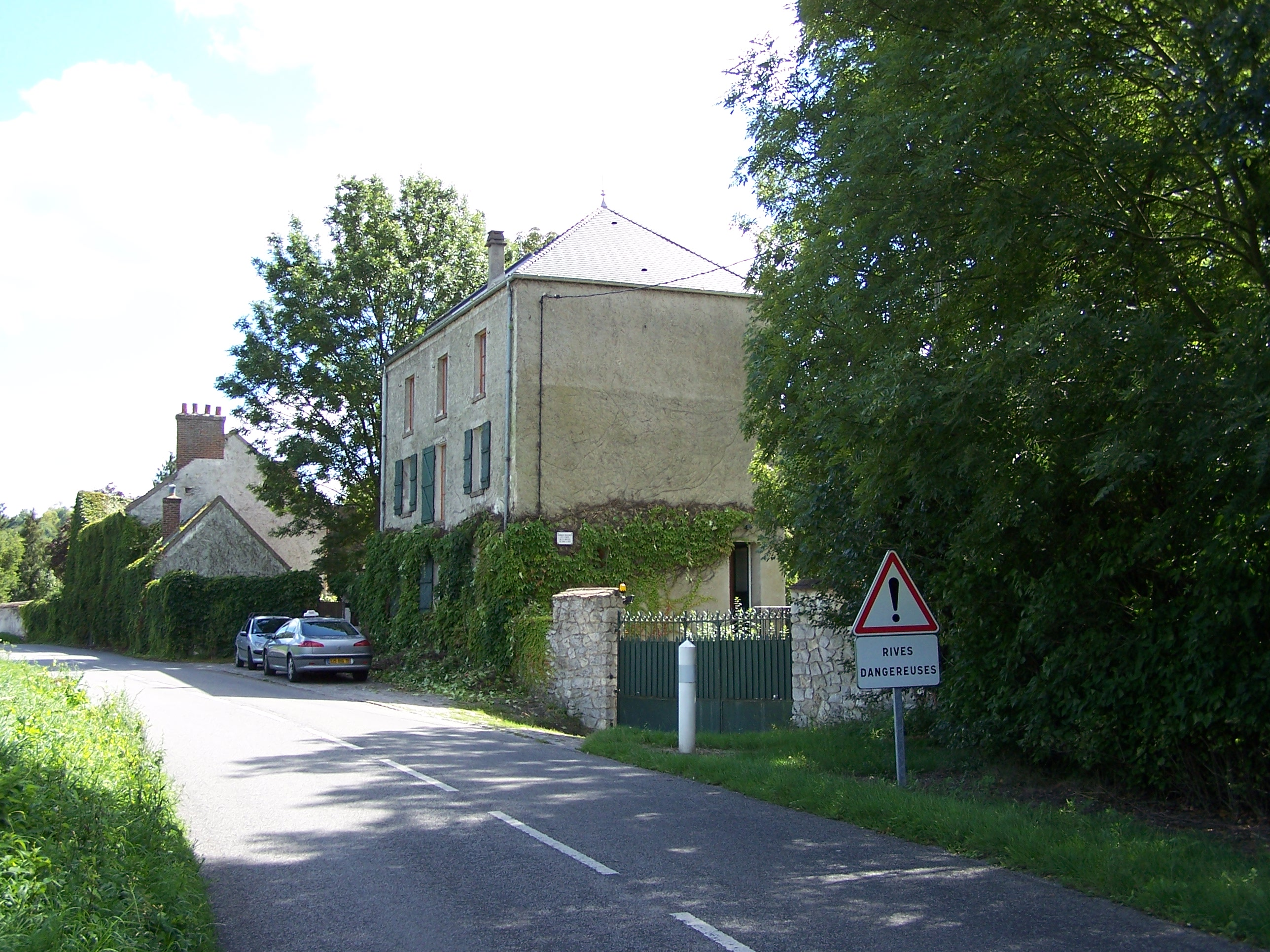
Moulin de La Bonde.

- Georges Brassens (1921-1981), auteur-compositeur-interprète y avait acquis une propriété, le moulin de la Bonde au bord du ru de Gally, où il habita de 1958 à 1971. Entre 2003 et 2005, un festival a accueilli de nombreux chanteurs souhaitant lui rendre hommage[réf. nécessaire].
- Valentino Garavani (1932), styliste et grand couturier italien, habite au château de Wideville.
- Miguel Berrocal (1933-2006), sculpteur espagnol, habitait une maison dessinée pour lui par l'architecte André Wogenscky, juste au fond du parc du château de Crespières.
- Alain Bashung (1947-2009), auteur-compositeur-interprète y vécut également durant les années 1990[réf. nécessaire].
- Sheila (1945), chanteuse française y a vécu aussi quelque temps avant de se lancer dans sa carrière de chanteuse[réf. nécessaire].
- Jean-Pierre Corval (1949), athlète, deux fois champion de France du 110 mètres haies y est né.

### Héraldique
| Blason de Crespières | Blason  | D'azur aux trois fasces ondées et maçonnées d'argent, abaissées sous un lion d'or issant de la première et accompagné en chef de deux fleurs de lys de même, à la bordure de gueules chargée de dix besants d'or. |
| Blason de Crespières | Détails | |